# Лозовая, Ирина Евгеньевна
Ирина Евгеньевна Лозова́я (5 февраля 1950, Москва — 9 июля 2017, там же) — советский и российский музыковед, педагог, профессор Московской государственной консерватории им. П. И. Чайковского. Основная область научных исследований —  церковно-певческое искусство Древней Руси и Византии.

## Биография
Родилась в Москве, в семье военного инженера Евгения Фёдоровича Лозового. С детства занималась музыкой, в 1971 г. окончила с отличием теоретическое отделение Музыкального училища при Московской консерватории и поступила на теоретико-композиторский факультет консерватории. С 1973 г. под влиянием своего мужа М. Г. Коллонтая стала заниматься исследованием древнерусской церковно-певческой традиции. В 1976 г. с отличием окончила консерваторию и поступила в аспирантуру (закончила в 1981 г.; научный руководитель — В. Н. Холопова). Защитила кандидатскую диссертацию «Самобытные черты столпового знаменного распева» (Киев, 1987 г.).
Работала научным редактором в издательствах «Советская энциклопедия» (1976–1989), «Композитор» (1990–1993), преподавала в Православном Свято-Тихоновском Богословском институте (ныне Православный Свято-Тихоновский гуманитарный университет) (1992–1997). 
С 1993 г. преподавала на кафедре истории русской музыки Московской консерватории, c 2000 г. — профессор. В 1995 г. возглавила Научно-исследовательский центр церковной музыки имени протоиерея Димитрия Разумовского при кафедре истории русской музыки (в 1994–1998 Кабинет; в сентябре 2017 г. преобразован в Научно-творческий центр церковной музыки).  За эти годы организовала пять международных научных конференций в консерватории (1996–2014), по материалам которых под её редакцией были изданы сборники учёных записок «Гимнология» (7 выпусков, 2000–2017). Организатор секции «Византия и Древняя Русь: литургические и певческие 
традиции» в рамках международной научно-богословской конференции «Россия — Афон: тысячелетие духовного единства» (2006).
Разработала и вела (c 1994 г.) спецкурс «История русской музыки ΧΙ–ΧVII веков». Инициировала создание в консерватории разнообразных факультативных курсов, развивающих и углубляющих основное направление её творческой деятельности. Среди таких курсов: «Обучение знаменному пению на основе живой традиции», «Музыкальная палеография», «Греческая палеография», «Славянская палеография», «Введение в византийское и древнерусское искусство», «Знаменное пение». С целью расширения литургического и общекультурного кругозора учащихся инициировала курс «История православного богослужения», который преподаётся и поныне.
С 1998 г. сотрудничала с Церковно-научным центром «Православная энциклопедия»: член его Научно-редакционного совета, научный куратор редакции «Богослужение и церковная музыка» (с 2004 г. — самостоятельной редакции «Церковная музыка»), автор ряда статей по тематике древнерусской и византийской церковной музыки.
Под её руководством были защищены кандидатские диссертации О. В. Тюриной («Древнерусская мелизматика: Большой роспев», 2011) и И. В. Стариковой («Псалмодия всенощного бдения в древнерусском певческом искусстве (раздельноречная редакция)», 2013).
И. Е. Лозовая — основатель (2010, совместно с А. А. Елисеевой) ансамбля «Асматикон», специализирующегося на исполнении древнерусских и византийских богослужебных песнопений.
Была членом Редакционно-издательского совета консерватории, непосредственно и активно влияла на издательскую политику консерватории в области древнерусского церковно-певческого искусства.

## Научная деятельность
Лозовая — автор многих статей, посвящённых проблемам истории и теории восточнохристианского литургического пения, в научных сборниках и в энциклопедических изданиях, среди которых Музыкальная энциклопедия, Музыкальный энциклопедический словарь, «Die Musik in Geschichte und Gegenwart», Православная энциклопедия.
Работы Лозовой отличает комплексный подход к изучению литургических певческих книг, задача исследования которых, по её замечанию, требует единства методов исторического и теоретического музыкознания, предполагает непременное использование таких отраслей знания, как историческая литургика, палеография, кодикология.
Для научного метода Лозовой важным было рассмотрение древнерусской церковной музыки в исторической «византийской» перспективе: 

«Без владения комплексом сведений в области византийской певческой культуры многое в древнерусском церковно-певческом искусстве остаётся непонятным — ведь его корни исходят из этой великой музыкально-литургической традиции. Богослужебный устав, система песнопений и их тексты, система осмогласия, способы построения мелоса и формы его записи — нотация — всё это было принесено на Русь из Византии и осваивалось с помощью византийских священнослужителей и мастеров пения».
Её ведущей научной темой стала древнерусская певческая книга Параклит (РГАДА, ф. 381 (Син. тип.), № 80), результаты исследования которой легли в основу монографии «Древнерусский нотированный Параклит XII в.: Византийские источники и типология древнерусских списков» (М., 2009). Эта монография была задумана как первая часть большого научного труда. Вторая его часть, в которой И. Е. Лозовая надеялась «предложить разработку проблем, связанных с ранней формой знаменной нотации», не окончена.
Диссертация и некоторые статьи И. Е. Лозовой доступны в сети Academia.edu и на мемориальном сайте Ю. Н. Холопова. Многие научные и научно-методические работы (в том числе дидактические таблицы и иллюстративные материалы к спецкурсу по истории русской музыки), хранящиеся в её архиве, не опубликованы.

## Награды
- Орден святой равноапостольной княгини Ольги III степени (2007)
- Почётная грамота Министерства культуры Российской Федерации (2011) за большой вклад в развитие культуры[14]

## Основные публикации

### Книги
1. Древнерусский нотированный Параклит XII века: Византийские источники и типология древнерусских списков. — М.: НИЦ «Московская консерватория», 2009. — 156 с. — 200 экз. — ISBN 978-5-89598-232-7.
2. Столповой знаменный распев (вторая половина XV—XVII вв.): Формульная структура. Материалы к спецкурсу истории русской музыки XI—XVII вв. (Учебное пособие). — М.: НИЦ «Московская консерватория», 2015. — 80 с. — 150 экз. — ISBN 978-5-89598-307-2.

### Статьи
1. О принципах формообразования в средневековой европейской монодии: византийская, григорианская и древнерусская певческие культуры // Из истории форм и жанров вокальной музыки: Сборник научных трудов. М., 1982;
2. Знаменный распев и русская народная песня (О самобытных чертах столпового знаменного распева) // Русская хоровая музыка XVI—XVIII веков / Труды ГМПИ им. Гнесиных. Вып. 83. М., 1986;
3. «Ангелогласное пение» и осмогласие как важнейшая сторона его музыкальной иконографии // Musica Antiqua. VIII. Vol. 1. Acta Musicologica. Bydgoszcz, 1988;
4. «Слово от словес плетуще сладкопения» // Герменевтика древнерусской литературы: XVI — начало XVIII веков. Вып. 2. М., 1989;
5. Древнерусский нотированный Параклитик конца XII — начала XIII века: предварительные заметки к изучению певческой книги // Герменевтика древнерусской литературы. Сб. 6. Ч. 2. М., 1993;
6. Проблемы певческого исполнения канона в эпоху домонгольской Руси // Музыкальная культура православного мира. Традиции, теория, практика / Материалы международных научных конференций 1991-94 гг. М., 1994;
7. Церковно-певческое искусство: XI—XVI века // Художественно-эстетическая культура Древней Руси. XI—XVII вв. М., 1996;
8. Церковно-певческое искусство XVII века. Традиционное направление // Там же;
9. Русское осмогласие знаменного распева как оригинальная ладовая система // Музыкальная культура Средневековья : сб. статей  / сост. и отв. ред. Т. Ф. Владышевская. — М.: Центр. музей древнерус. культуры и искусства, 1992. — Вып. 2. — С. 65-69.
10. Византийские прототипы древнерусской певческой терминологии // Музыкально-исторические чтения памяти Ю. В. Келдыша. 1997. М., 1999;
11. Древнерусский нотированный Параклит в кругу Ирмологиев XII — первой половины XV века: мелодические варианты и версии в роспеве канонов // Гимнология / Материалы Междунар. научной конференции «Памяти прот. Димитрия Разумовского» (к 130-летию Моск. конс.) [Учёные записки Научного центра русской церковной музыки им. Д. Разумовского. Вып. 1 ]. М., 2000;
12. Образы и символы древнерусского певческого искусства. Каноны мелопеи и «Шестоднев» // Из истории русской музыкальной культуры. Памяти А. И. Кандинского / Науч. труды Моск. конс. Сб. 35. М., 2002;
13. Греческая Хлудовская Псалтирь как источник для изучения византийской певческой традиции IX века // Манрусум. Вопросы истории, теории и эстетики духовной музыки / Международный музыковедческий ежегодник. Т. I. Ереван, 2002;
14. О происхождении Хлудовской Псалтири // Древнерусское искусство. Искусство рукописной книги. Византия и Древняя Русь (совместно с. Б. Л. Фонкичем). СПб., 2003;
15. Типология древнерусских Параклитов и их отношение к действующему литургическому уставу // Церковное пение в историко-литургическом контексте. Восток — Русь — Запад (к 2000-летию от Рождества Христова) / Учёные записки Науч. центра рус. церк. музыки им. прот. Димитрия Разумовского / Гимнология. Вып. 3 / Сост., ответств. ред. И. Лозовая. М., 2003;
16. О системе пения седмичных канонов Октоиха в ранней литургической традиции // Византия и Восточная Европа. Литургические и музыкальные связи. К 80-летию доктора Милоша Велимировича / Гимнология (сост. Н. А. Герасимова-Персидская и И. Е. Лозовая, ответств. ред. И. Е. Лозовая). Вып. 4. М., 2003;
17. О свидетельствах устной певческой практики в письменных источниках // Устная и письменная трансмиссия церковно-певческой традиции: Восток — Русь — Запад / Гимнология (сост. Н. Г. Денисов, И. Е. Лозовая (отв.ред.)). Вып. 5. М., 2008;
18. «Новый Октоих» св. Иосифа Гимнографа (Grottaferrata, D.g. XIV) и его отражение в древнерусских Параклитах Студийской традиции // Хризограф. Вып. 3: Средневековые книжные центры: Местные традиции и межрегиональные связи. Труды международной научной конференции (Москва, 2005). М., 2009;
19. Модальный комплекс певческих текстов анафоры и система Октоиха // Актуальные проблемы изучения церковно-певческого искусства: наука и практика (к 120-летию кончины Д. В. Разумовского / Гимнология (сост. и отв. ред. И. Е. Лозовая). Вып. 6. М. 2011;
20. О содержании понятий «глас» и «лад» в контексте теории древнерусской монодии // Там же;
21. Об азбучном смысле знамен и их «тайнозамкненных» значениях в древнерусской певческой традиции // Музыкальная письменность христианского мира: Книги. Нотация. Проблемы интерпретации / Гимнология (сост. И. В. Старикова, отв. ред. И. Е. Лозовая). Вып. 7. М. 2017.
22. (Неопубликованное) Обучение Церковному певческому искусству древней Руси XI—XIII вв. (7 стр.) — материалы ко 2-й части «Древнерусского нотированного Параклита…»

### Статьи в энциклопедических изданиях
1. Глас (в византийском и древнерусском пении) // Православная энциклопедия. Т. XI. М., 2006
2. Знаменная нотация // Православная энциклопедия. Т. XX. М., 2009
3. Знаменный распев // Там же